# Bert Tischendorf
Pour les articles homonymes, voir Tischendorf (homonymie).
Bert Tischendorf né le 21 décembre 1979 à Schwerin, est un acteur et scénariste allemand. 

## Filmographie

### Cinéma
- 2007 : Survivre avec les loups

### Télévision
- 2004 : College Party (série TV)
- 2010 : La Catin (Die Wanderhure)
- 2011 : Isenhart et les âmes perdues (Isenhart - Die Jagd nach dem Seelenfänger)
- 2012 : La Châtelaine (Die Rache der Wanderhure)
- 2012 : Le Testament de la catin (Das Vermächtnis der Wanderhure)
- 2013 : Une maman, des papas (Drei in einem Bett)
- 2018 : Beck is back!